# Get Out My Head
Get Out My Head is een nummer van het Ierse dj Shane Codd uit 2020. 
Codd maakte de plaat in het voorjaar van 2020, toen hij vanwege corona een pauze nam van zijn studie bedrijfskunde. Hij wilde naar eigen zeggen ontsnappen uit de corona-situatie, en werd overweldigd door het succes van de single. "Get Out My Head" bereikte de 5e positie in Codds thuisland Ierland. Ook in het Nederlandse taalgebied werd het nummer een hit, met een 12e positie in de Nederlandse Top 40 en een 16e positie in de Vlaamse Ultratop 50.